# Ajedrez Janus

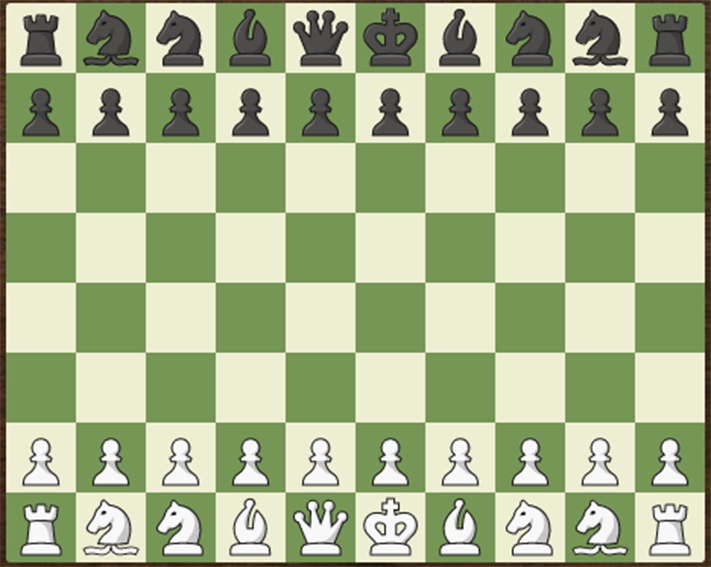
Posición inicial de ajedrez Janus. Nótese que las piezas janus estarían colocadas en lo que serían la columna "b" y la columna "i".

El ajedrez Janus (o Jano) es una variante ajedrecística  inventada en 1978 por Werner Schöndorf de Bildstock, Alemania. Está jugado en un tablero 10×8 y presenta un trebejo de hada, el janus, con el combinó movimientos de un obispo y un caballero. La pieza Janus está nombrada por el dios Romano Janus porque este dios era normalmente descrito con dos caras que miran en direcciones opuestas. Esta pieza es conocida también como Princesa.

## Descripción
El conjunto habitual de trebejos está extendido con dos peones y dos januses por jugador. Cada janus está colocado entre una torre y un caballo. La posición relativa del rey y la reina es invertido comparado a ajedrez. Después de que enroque, la posición en que el rey puede terminar es la columna b- o i- y las posiciones de torre en c- o h-, según qué lado de enroque está hecho.
El janus está considerado casi tan potente como una reina y es normalmente valorado sobre 8 puntos (basados sobre los valores de trebejo donde los peones valoran en 1). Es la única pieza en el juego que es capaz de dar jaque mate el rey del adversario sin la asistencia de cualquier otra pieza, con el rey en una esquina y el janus dos plazas fuera en una diagonal, pero este jaque mate no puede ser forzado. Debido a las piezas extras, cada jugador empieza el juego con considerable «poder material» comparado al ajedrez estándar; aun así, el juego es sólo un poder material ligeramente «de más alta densidad», y por eso entonces hay más espacio para piezas de los jugadores en maniobra debido al tablero más grande (10×8 = 80 plazas). Debido al tablero diferente y piezas, los jugadores son incapaces de utilizar teoría de apertura ajedrecística normal, y tablas de finales limitando el valor en el final de juego.
El ajedrez Janus ha sido popular en Europa con los torneos regulares que disputan jugadores fuertes. Varios grandes maestros ajedrecísticos han jugado este juego que incluye Víktor Korchnói, Péter Lékó y Artur Yusúpov. Korchnoi Dijo: «me gusta jugar Janus Ajedrez porque uno puede mostrar más creatividad que en ajedrez normal».